# Carmen de mundo et partibus
Carmen de mundo et partibus ist der Titel eines theologisch-physikalischen Lehrgedichts aus dem 13. Jahrhundert. Das nur in einer Handschrift (MS Digby 41 in der Oxforder Bodleian Library aus dem 13. Jahrhundert) überlieferte Werk ist mit keiner Überschrift versehen. Vielmehr hat der Herausgeber Axel Bergmann diese Überschrift des Buchs XIII der Etymologiae von Isidor von Sevilla hinzugefügt, weil der Text eine wichtige Quelle darstellt und die dort gegebenen Kapitelfolge: de mundo, de atomis, de elementis, de caelo, de partibus caeli aufgegriffen wird. Auch die angenommene Autorenschaft des englischen Theologen Robert Grosseteste folgt nicht aus der Handschrift, sondern ergibt sich aus der Inhaltsanalyse.

## Aufbau, Inhalt und Bezug zu Robert Grosseteste
Das mittellateinische Werk besteht aus etwa 730 elegischen Distichen und ist in Schülerfragen und Lehrerantworten gegliedert. Apokryphen, alttestamentliche Literatur, antike Naturwissenschaft und griechisch-arabische Astronomie verbinden sich mit weiteren Geistesströmungen.
- Zeile 41–66: Über die Welt: Inhalt und Gliederung wie in den Etymologiae des Isidor von Sevilla, namentlich genannt werden außerdem Platon und Martianus Capella.
- Zeile 67–328: Über Atomismus und die Vier-Elemente-Lehre.
- Zeile 329–786: Über den Himmel: Behandelt werden (u. a.) Regionen des Himmels (Luft, Feuer des Geistes, Göttliches Feuer), Engel, der Fall der Dämonen. Axel Bergmann sieht Parallelen zwischen diesem Text und den apokryphen Testamenten der zwölf Patriarchen. Dieses frühchristliche Werk wurde nicht vor 1242 im lateinischen Westen bekannt, woran Grosseteste mitgewirkt hatte; es existiert auch eine griechische Handschrift mit eigenhändigen Notizen Grossetestes (Cambridge Univ. Ff. i. 24).[3]
- Zeile 793–1226: Über Astronomie: Fixsterne, Planeten, Planetenhäuser, Zodiak, Sonnenfinsternis und Mondfinsternis.
- Zeile 1227–1370: Über den Computus: Der Autor beschäftigt sich mit Fragen und Unstimmigkeiten der mittelalterlichen Kalenderrechnung. Warum bewegt sich der Termin der Sommersonnenwende im Kalender?[4] Wie lange bleibt der Mond in einem Sternzeichen?[5] Ähnlich wie Grosseteste in seinen Schriften Compotos, Compotos Minor und Compotus Correctorius[6] lehnt er den saltus lunae ad, der in der Kalenderrechnung zur Harmonisierung von Sonnen- und Mondumlaufzeiten verwendet wird, teilt stattdessen den „Sprungtag“ auf die 235 Monate des cyclus lunae auf und berechnet die Mondumlaufdauer zu 29 Tagen, 12 Stunden minus 1/235 Tag = 29 Tage, 11 Stunden, 35 Momente, 10 Unzen, 46 Atome.[7] Das ergibt 29 Tage + 19 Stunden + 46 Minuten + 22,5 Sekunden, wenn man die Maßeinheiten gemäß den Angaben bei Johannes de Sacrobosco umrechnet.[8] Dieser Wert ist aber um etwa 7 Stunden größer als der im Almagest angegebene Wert, den auch Sacrobosco verwendet und der damals die beste Annäherung an die exakte Dauer des synodischen Monats war. Versuche, den Computus durch eine exakte Bestimmung des synodischen Monats zu verbessern, gab es auch schon früher, z. B. bei Hermann dem Lahmen, der mit anderer Berechnung auch ein anderes Ergebnis erzielte.[9]

## Edition und Literatur
- Axel Bergmann: Carmen de mundo et partibus in der Reihe Lateinische Sprache und Literatur des Mittelalters herausgegeben von Alf Önnerfors, Peter Lang, Frankfurt am Main 1991, ISBN 978-363142675-3.